# Héraclien de Chalcédoine
Héraclien de Chalcédoine est métropolite de Chalcédoine dans le deuxième tiers du VIe siècle (après 536 et avant 553). Auteur d'un ouvrage de christologie dont plusieurs fragments sont conservés dans la Doctrina Patrum, il est aussi cité (par Photius) comme auteur d'un ouvrage contre les manichéens, dont Maxime le Confesseur cite un bref passage. Il est peut-être identique au prêtre de Sainte-Sophie de Constantinople qui a participé à une commission avec des monophysites sévériens en 532 et qui s'est rendu à deux reprises à Rome pour discuter de ces questions. Il faudrait alors le ranger parmi les auteurs de l'orthodoxie néo-chalcédonienne.

## Référence aux éditions
- CPG 6800-6801

## Liens
- Notice dans un dictionnaire ou une encyclopédie généraliste :   - Deutsche Biographie
- Notices d'autorité :   - VIAF
  - GND